# 敵佔區管理局
敵佔區管理局 （英語：Occupied Enemy Territory Administration，簡稱 OETA，羅馬化：Idarat aradi al-'adui al-muhtala）是英國、法國、和阿拉伯軍隊在一次大戰期間成立的共管機制，管理著前鄂圖曼帝國在黎凡特地區的領土。該管理局於1917年10月成立，直到1920年解散成為數個政體。
該管理局在1917年10月23日成立，管理英軍在西奈及巴勒斯坦戰役期間得到的領土。在1918年9月30日，英法雙方簽署了權宜妥協的協議，同意每方各自控制部分領土。同時，漢志王國也根據沙里夫計劃，控制該管理局的東部區域。
到1918年12月，協約國新控制奇里乞亞地區，而該範圍也成為了管理局的北部軍區。在1920年4月舉行聖雷莫會議後，法屬敘利亞及黎巴嫩託管地和巴勒斯坦託管地成立，並解散了管理局在西部和南部的軍區。
在管理局的東部軍區，英軍於1919年11月撤軍，並隨即成立了阿拉伯敘利亞王國。該區在麥塞隆戰役後一分為二，北方區域加入法屬領域，而南方區域就成為了外約旦酋長國。
由於土耳其獨立戰爭的關係，該管理局的部分地區（主要是阿勒頗以北）在軍事管理結束後，仍隸屬新建立的土耳其。這個地區也包括了哈塔伊共和國，該區原為法屬敘利亞領土，其後在1938年成立獨立政體，並在翌年加入土耳其。

## 文獻
- Macmunn, G. F.; Falls, C. . History of the Great War based on Official Documents by Direction of the Committee of Imperial Defence II. accompanying Map Case 1st. London: HMSO. 1930. OCLC 656066774 –Archive Foundation.